# Cylindera trisignata
Cylindera trisignata é uma espécie de insetos coleópteros pertencente à família Carabidae.
A autoridade científica da espécie é Dejean in Latreille & Dejean, tendo sido descrita no ano de 1822.
Trata-se de uma espécie presente no território português.